# Galerie Franta
Galerie Franta je galerie v Třebíči, je zřizována Městským kulturním střediskem Třebíč a sdružuje dílo třebíčského rodáka Františka Mertla. Galerie je umístěna v tzv. Národním domě na Karlově náměstí v Třebíči. František Mertl daroval 34 svých děl právě městu Třebíč, odhadní cena děl je přibližně 15 milionů korun, 7. května 2014 proběhlo podepsání darovací smlouvy s podmínkou toho, že díla budou vystavena veřejnosti.
V roce 2024 bylo oslaveno 10 let fungování galerie.

## Expozice
Ve stálé expozici je vystaveno 34 děl Františka Mertla. Součástí expozice je i promítání filmu "Návrat Franty na Vysočinu". V expozici je uvedena i 215 cm vysoká bronzová plastika s názvem Osmý den, ta byla městu zapůjčena na dva roky, město se posléze domluvilo na odkoupení plastiky za 40 tisíc Eur.